# Podochilus
Podochilus – rodzaj roślin z rodziny storczykowatych (Orchidaceae). Obejmuje 65 gatunków występujących w Azji Południowo-Wschodniej, w Oceanii i Australii w takich krajach i regionach jak: Asam, Bangladesz, Archipelag Bismarcka, Borneo, Kambodża, południowe Chiny, wschodnie Himalaje, Indie, Jawa, Laos, Małe Wyspy Sundajskie, Malezja Zachodnia, Moluki, Mjanma, Nepal, Nowa Gwinea, Nikobary, Filipiny, Queensland, Wyspy Salomona, Sri Lanka, Celebes, Sumatra, Tajlandia, Wietnam.

## Systematyka
Rodzaj sklasyfikowany do podplemienia Eriinae w plemieniu Podochileae, podrodzina epidendronowe (Epidendroideae), rodzina storczykowate (Orchidaceae), rząd szparagowce (Asparagales) w obrębie roślin jednoliściennych.
Wykaz gatunków
- Podochilus anguinus Schltr.
- Podochilus appendiculatus J.J.Sm.
- Podochilus auriculigerus Schltr.
- Podochilus australiensis (F.M.Bailey) Schltr.
- Podochilus banaensis Ormerod
- Podochilus bancanus J.J.Sm.
- Podochilus bicaudatus Schltr.
- Podochilus bilabiatus J.J.Sm.
- Podochilus bilobulatus Schltr.
- Podochilus cucullatus J.J.Sm.
- Podochilus cultratus Lindl.
- Podochilus cumingii Schltr.
- Podochilus densiflorus Blume
- Podochilus falcatus Lindl.
- Podochilus falcipetalus Schltr.
- Podochilus filiformis Schltr.
- Podochilus forficuloides J.J.Sm.
- Podochilus gracilis (Blume) Lindl.
- Podochilus hellwigii Schltr.
- Podochilus hystricinus Ames
- Podochilus imitans Schltr.
- Podochilus intermedius J.J.Sm.
- Podochilus intricatus Ames
- Podochilus khasianus Hook.f.
- Podochilus klossii Ormerod
- Podochilus lamii J.J.Sm.
- Podochilus lancilabris Schltr.
- Podochilus lobatipetalus J.J.Sm.
- Podochilus longilabris Ames
- Podochilus lucescens Blume
- Podochilus malabaricus Wight
- Podochilus marsupialis Schuit.
- Podochilus mentawaiensis J.J.Sm.
- Podochilus microphyllus Lindl.
- Podochilus minahassae Schltr.
- Podochilus muricatus (Teijsm. & Binn.) Schltr.
- Podochilus obovatipetalus J.J.Sm.
- Podochilus oxyphyllus Schltr.
- Podochilus oxystophylloides Ormerod
- Podochilus pachyrhizus Schltr.
- Podochilus plumosus Ames
- Podochilus polytrichoides Schltr.
- Podochilus ramosii Ames
- Podochilus rhombeus J.J.Sm.
- Podochilus rhombipetalus J.J.Sm.
- Podochilus rotundipetala Aver. & Vuong
- Podochilus saxatilis Lindl.
- Podochilus scalpelliformis Blume
- Podochilus schistantherus Schltr.
- Podochilus sciuroides Rchb.f.
- Podochilus serpyllifolius (Blume) Lindl.
- Podochilus similis Blume
- Podochilus smithianus Schltr.
- Podochilus spathulatus J.J.Sm.
- Podochilus steinii J.J.Sm.
- Podochilus strictus Ames
- Podochilus sumatranus Schltr.
- Podochilus sumatrensis Ridl.
- Podochilus tenuis (Blume) Lindl.
- Podochilus tmesipteris Schltr.
- Podochilus trichocarpus Schltr.
- Podochilus truncatus J.J.Sm.
- Podochilus truongtamii Aver. & Vuong
- Podochilus warianus Schltr.
- Podochilus warnagalensis Wijew., Priyad., Arang., Atthan., Samar. & Kumar